# Michael Luby
Michael George Luby est un informaticien et mathématicien américain, PDG de la compagnie BitRipple, chercheur principal à l'International Computer Science Institute (en), ancien vice-président de la technologie chez Qualcomm, cofondateur et ancien directeur de la technologie de l'entreprise Digital Fountain.

## Biographie
Luby obtient au Massachusetts Institute of Technology un baccalauréat en mathématiques en 1975,  et il obtient un doctorat (Ph. D.) en 1983 à l'université de Californie à Berkeley, sous la supervision de Richard M. Karp (Monte-Carlo Methods for Estimating System Reliability).  
Il a été boursier postdoctoral (1983-85), professeur assistant (1985-1988), et professeur associé avec titularisation (1988-1990) à l'Université de Toronto. Il a été chef du groupe de théorie à l'Institut international d'informatique (1989-1999). Il a fondé et a été directeur technique de Digital Fountain Inc. (1999-2009), et a été vice-président de la technologie chez Qualcomm (2009-2018) après l'acquisition de Digital Fountain, Inc. par cette dernière.

## Travaux
Luby a apporté des contributions en théorie du codage : les codes tornado (en), qui sont des codes de parité à faible densité pour le codage avec effacement, les codes LT (nommés d'après son nom Luby Transformation codes), une première réalisation de  codes fontaine qui sont des codes d'effacement quasi-optimaux, certains  codes de Reed-Solomon et  à la cryptographie. 
Il a montré que toute fonction à sens unique peut être utilisée en cryptographie asymétrique et a analysé, avec Charles Rackoff,  le chiffrement par réseau de Feistel. Avec Russell Impagliazzo, Johan Håstad et Leonid Levin, il a prouvé que les générateurs pseudo-aléatoires cryptographiquement sécurisés existent si et seulement si des fonctions à sens unique  existent (article pour lequel ils ont reçu le SIAM Outstanding Paper Prize en 2003).
Il a développé les codes tornado, qui sont un exemple de code d'effacement rapide, en l'International Computer Science Institute (ICSI) de Berkeley,. Pour la distribution de grandes quantités de données sur un réseau (même avec perte de données) à des groupes d'utilisateurs hétérogènes, il a développé le protocole Digital Fountain basé sur des codes tornado. Les brevets pour les codes tornado et les codes LT sont détenus par la société Digital Fountain.
Luby est également à l'origine d'un algorithme parallèle pour le problème de la recherche d'ensembles indépendants maximaux dans les réseaux.

## Distinctions
En 2012, Luby a reçu la médaille Richard-Hamming et en 2015 le prix Paris-Kanellakis pour son développement des codes correcteurs d'effacement qui sont devenus importants pour la transmission sans erreur de vidéo en streaming sur les réseaux. En 2015, il est nommé membre de l'Association for Computing Machinery.

## Publications
- Pseudorandomness and cryptographic applications, Princeton University Press, coll. « Princeton Computer Science Notes », 1996, xvi + 234 (ISBN 978-0-691-02546-9).